# Selección de fútbol de Somalia
La selección de fútbol de Somalia es el equipo representativo del país en las competiciones oficiales. 
En el periodo 1970-1990 el nivel del seleccionado somalí era de regular para abajo, sin embargo, jugadores como Abdi Mohamed Ahmed, Muridi Abanur, Abdullahi Siyad Mohamed y Nur Abdi Hadj se encargaron de que Somalia tuviera chispazos de buen fútbol. Las victorias, por solo citar las más importantes, de esta época fueron: 2-0 y 1-0 ante Uganda y Kenia, ambos en Mogadiscio y su goleada de 5-2 frente a Mauritania en Casablanca. 
Con el inicio de la guerra civil, el nivel del combinado somalí disminuyó bastante y tuvo como gran consecuencia que algunos futbolistas cambiaran los balones por las armas. Pese a todas estas adversidades, el equipo azul ha podido seguir competiendo en la Copa CECAFA del cual es miembro y en la etapa clasificatoria para la Copa Mundial de la FIFA. En la actualidad, es una de las selecciones más débiles del mundo, pero, a pesar de este deshonor, posee algunas figuras tales como Cisse Adan Abshir, Liban Abdi y Khalid Ali Mursa.
El 3 de enero de 2009, sorprendió a todos con su victoria por 1-0 sobre Tanzania, en el marco de la Copa CECAFA 2008. Ganó su primer partido de clasificación para un mundial en septiembre de 2019, frente a Zimbabue, por 1-0, en un partido disputado en Yibuti clasificatorio para Catar 2022.
Por la guerra civil actual Somalia no puede jugar como local y tienen que jugar en Adís Abeba en Etiopía.

## Historia

### Clasificación para el Mundial España 1982
Su primera participación en una eliminatoria mundialista tuvo como resultado una rápida eliminación a manos de Níger. Si bien obtuvo un satisfactorio empate sin goles en Niamey, en Mogadiscio no fue capaz de manejar el resultado y empató 1-1.

### Clasificación para el Mundial de Corea del Sur-Japón 2002
En esta ocasión, quedó eliminado en la Fase Previa de la CAF a manos de Camerún. Jugó los partidos de local y de visita, pero los dos en Camerún, ya que estaba imposibilitado de jugar como local. Los partidos acabaron 3-0 a favor de Los Leones Indomables, pero la hinchada camerunesa, además de apoyar a su selección, ovacionó la actuación de la selección somalí en el campo.

### Clasificación para el Mundial Alemania 2006
En estas eliminatorias, jugó los partidos de local" y de visita ante Ghana en el territorio ghanés. Nuevamente, fue eliminado en la Fase Previa, de "local" cayó goleado por 0-5 en Acra y en el partido de vuelta jugado en Kumasi perdió por un respetable 2-0, en un duelo en que los ghaneses se vieron sorprendidos por la férrea línea defensiva que impusieron los somalíes, por lo que sufrieron más de la cuenta para derrotarlos.

### Clasificación para el Mundial Sudáfrica 2010
Y en esta oportunidad, el equipo se midió ante Yibuti. Solamente jugó el partido de visita. Cuando todos apuntaban para una victoria somalí, ya que por estadística era superior al cuadro yibutiense, esté, a falta de 6 minutos para que finalizé el cotejo, consiguió el gol del triunfo y dejó fuera de carrera al equipo blanquiazul. 

### Clasificación para el Mundial Brasil 2014
Estas eliminatorias supusieron la devolución de la localía a Somalia, pero en Yibuti. El rival de turno fue Etiopía. Si bien consiguió un buen empate sin goles de local, en el partido de vuelta perdió 5-0, quedando una vez más eliminado.

### Clasificación para el Mundial Rusia 2018
Estas eliminatorias tendría a Etiopía como su localía. Quedó eliminada en primera ronda, luego de un 0-6 global que le propinó Níger, quedando por sexta vez eliminado.
Para la clasificación para la copa de África 2019 se retiraron, junto a la selección de fútbol de Chad y la selección de fútbol de Eritrea.

### Clasificación para el Mundial Catar 2022
Para la clasificación del 2022 Yibuti en esta ocasión fue el país donde ejerció como su localía. A pesar de lograr un histórico triunfo de 1-0 sobre la selección de Zimbabue en el partido de ida y a la vez su primera victoria en eliminatorias, sin embargo de nueva cuenta quedaría fuera en primera ronda al caer en la vuelta en la ciudad de Bulawayo por 3:1 (3:2 en el global) aun así le sacaría una sorpresa ya que el equipo llegó a empatar 1:1.

## Estadísticas

### Copa Mundial de Fútbol
| Copa Mundial de Fútbol | Copa Mundial de Fútbol  | Copa Mundial de Fútbol  | Copa Mundial de Fútbol  | Copa Mundial de Fútbol  | Copa Mundial de Fútbol  | Copa Mundial de Fútbol  | Copa Mundial de Fútbol  |
| Año                    | Ronda                   | J                       | G                       | E                       | P                       | GF                      | GC                      |
| ---------------------- | ----------------------- | ----------------------- | ----------------------- | ----------------------- | ----------------------- | ----------------------- | ----------------------- |
| 1930 - 1954            | No existía la selección | No existía la selección | No existía la selección | No existía la selección | No existía la selección | No existía la selección | No existía la selección |
| 1958 - 1978            | No participó            | No participó            | No participó            | No participó            | No participó            | No participó            | No participó            |
| 1982                   | No clasificó            | No clasificó            | No clasificó            | No clasificó            | No clasificó            | No clasificó            | No clasificó            |
| 1986                   | No participó            | No participó            | No participó            | No participó            | No participó            | No participó            | No participó            |
| 1990                   | No participó            | No participó            | No participó            | No participó            | No participó            | No participó            | No participó            |
| 1994                   | No participó            | No participó            | No participó            | No participó            | No participó            | No participó            | No participó            |
| 1998                   | No participó            | No participó            | No participó            | No participó            | No participó            | No participó            | No participó            |
| 2002                   | No clasificó            | No clasificó            | No clasificó            | No clasificó            | No clasificó            | No clasificó            | No clasificó            |
| 2006                   | No clasificó            | No clasificó            | No clasificó            | No clasificó            | No clasificó            | No clasificó            | No clasificó            |
| 2010                   | No clasificó            | No clasificó            | No clasificó            | No clasificó            | No clasificó            | No clasificó            | No clasificó            |
| 2014                   | No clasificó            | No clasificó            | No clasificó            | No clasificó            | No clasificó            | No clasificó            | No clasificó            |
| 2018                   | No clasificó            | No clasificó            | No clasificó            | No clasificó            | No clasificó            | No clasificó            | No clasificó            |
| 2022                   | No clasificó            | No clasificó            | No clasificó            | No clasificó            | No clasificó            | No clasificó            | No clasificó            |
| 2026                   | Por disputarse          | Por disputarse          | Por disputarse          | Por disputarse          | Por disputarse          | Por disputarse          | Por disputarse          |
| 2030                   | Por disputarse          | Por disputarse          | Por disputarse          | Por disputarse          | Por disputarse          | Por disputarse          | Por disputarse          |
| 2034                   | Por disputarse          | Por disputarse          | Por disputarse          | Por disputarse          | Por disputarse          | Por disputarse          | Por disputarse          |
| Total                  | 0/22                    | -                       | -                       | -                       | -                       | -                       | -                       |

### Copa Africana de Naciones
| Copa Africana de Naciones | Copa Africana de Naciones | Copa Africana de Naciones | Copa Africana de Naciones | Copa Africana de Naciones | Copa Africana de Naciones | Copa Africana de Naciones | Copa Africana de Naciones |
| Año                       | Ronda                     | J                         | G                         | E                         | P                         | GF                        | GC                        |
| ------------------------- | ------------------------- | ------------------------- | ------------------------- | ------------------------- | ------------------------- | ------------------------- | ------------------------- |
| 1957 - 1968               | No participó              | No participó              | No participó              | No participó              | No participó              | No participó              | No participó              |
| 1970                      | Se retiró                 | Se retiró                 | Se retiró                 | Se retiró                 | Se retiró                 | Se retiró                 | Se retiró                 |
| 1972                      | No participó              | No participó              | No participó              | No participó              | No participó              | No participó              | No participó              |
| 1974                      | No clasificó              | No clasificó              | No clasificó              | No clasificó              | No clasificó              | No clasificó              | No clasificó              |
| 1976                      | No clasificó              | No clasificó              | No clasificó              | No clasificó              | No clasificó              | No clasificó              | No clasificó              |
| 1978                      | No participó              | No participó              | No participó              | No participó              | No participó              | No participó              | No participó              |
| 1980                      | Se retiró                 | Se retiró                 | Se retiró                 | Se retiró                 | Se retiró                 | Se retiró                 | Se retiró                 |
| 1982                      | No participó              | No participó              | No participó              | No participó              | No participó              | No participó              | No participó              |
| 1984                      | No clasificó              | No clasificó              | No clasificó              | No clasificó              | No clasificó              | No clasificó              | No clasificó              |
| 1986                      | No clasificó              | No clasificó              | No clasificó              | No clasificó              | No clasificó              | No clasificó              | No clasificó              |
| 1988                      | No clasificó              | No clasificó              | No clasificó              | No clasificó              | No clasificó              | No clasificó              | No clasificó              |
| 1990 - 2021               | No participó              | No participó              | No participó              | No participó              | No participó              | No participó              | No participó              |
| 2023                      | No clasificó              | No clasificó              | No clasificó              | No clasificó              | No clasificó              | No clasificó              | No clasificó              |
| 2025                      | No clasificó              | No clasificó              | No clasificó              | No clasificó              | No clasificó              | No clasificó              | No clasificó              |
| 2027                      | Por definir               | Por definir               | Por definir               | Por definir               | Por definir               | Por definir               | Por definir               |
| Total                     | 0/35                      | -                         | -                         | -                         | -                         | -                         | -                         |

## Selección local

### Campeonato Africano de Naciones
| Campeonato Africano de Naciones | Campeonato Africano de Naciones | Campeonato Africano de Naciones | Campeonato Africano de Naciones | Campeonato Africano de Naciones | Campeonato Africano de Naciones | Campeonato Africano de Naciones | Campeonato Africano de Naciones |
| Año                             | Ronda                           | J                               | G                               | E                               | P                               | GF                              | GC                              |
| ------------------------------- | ------------------------------- | ------------------------------- | ------------------------------- | ------------------------------- | ------------------------------- | ------------------------------- | ------------------------------- |
| 2009                            | No participó                    | No participó                    | No participó                    | No participó                    | No participó                    | No participó                    | No participó                    |
| 2011                            | No clasificó                    | No clasificó                    | No clasificó                    | No clasificó                    | No clasificó                    | No clasificó                    | No clasificó                    |
| 2014                            | No participó                    | No participó                    | No participó                    | No participó                    | No participó                    | No participó                    | No participó                    |
| 2016                            | No participó                    | No participó                    | No participó                    | No participó                    | No participó                    | No participó                    | No participó                    |
| 2018                            | No clasificó                    | No clasificó                    | No clasificó                    | No clasificó                    | No clasificó                    | No clasificó                    | No clasificó                    |
| 2021                            | No clasificó                    | No clasificó                    | No clasificó                    | No clasificó                    | No clasificó                    | No clasificó                    | No clasificó                    |
| 2023                            | No clasificó                    | No clasificó                    | No clasificó                    | No clasificó                    | No clasificó                    | No clasificó                    | No clasificó                    |
| 2025                            | No participó                    | No participó                    | No participó                    | No participó                    | No participó                    | No participó                    | No participó                    |
| Total                           | 0/8                             | -                               | -                               | -                               | -                               | -                               | -                               |

### Copa de Naciones Árabe
| Copa de Naciones Árabe | Copa de Naciones Árabe | Copa de Naciones Árabe | Copa de Naciones Árabe | Copa de Naciones Árabe | Copa de Naciones Árabe | Copa de Naciones Árabe | Copa de Naciones Árabe |
| Año                    | Ronda                  | J                      | G                      | E                      | P                      | GF                     | GC                     |
| ---------------------- | ---------------------- | ---------------------- | ---------------------- | ---------------------- | ---------------------- | ---------------------- | ---------------------- |
| 1963 - 2012            | No participó           | No participó           | No participó           | No participó           | No participó           | No participó           | No participó           |
| Copa Árabe de la FIFA  |                        |                        |                        |                        |                        |                        |                        |
| 2021                   | No clasificó           | No clasificó           | No clasificó           | No clasificó           | No clasificó           | No clasificó           | No clasificó           |
| Total                  | 0/11                   | -                      | -                      | -                      | -                      | -                      | -                      |

## Últimos partidos y próximos encuentros
Actualizado al último partido jugado el 25 de marzo de 2025
| Fecha      | Ciudad       | Local        | Resultado | Visitante | Competición                              |
| ---------- | ------------ | ------------ | --------- | --------- | ---------------------------------------- |
| 30-07-2022 | Dar es-Salam | Tanzania     | 2:1       | Somalia   | Clas. Campeonato Africano 2023           |
| 14-10-2023 | Berrechid    | Níger        | 3:0       | Somalia   | Partido amistoso                         |
| 17-10-2023 | Berrechid    | Sierra Leona | 2:0       | Somalia   | Partido amistoso                         |
| 19-10-2023 | Khouribga    | Libia        | 0:0       | Somalia   | Partido amistoso                         |
| 16-11-2023 | Argel        | Argelia      | 3:1       | Somalia   | Clasificación Copa Mundial 2026          |
| 20-11-2023 | Berkane      | Somalia      | 0:1       | Uganda    | Clasificación Copa Mundial 2026          |
| 20-03-2024 | El Yadida    | Somalia      | 0:3       | Esuatini  | Clasificación Copa Africana 2025         |
| 26-03-2024 | Nelspruit    | Esuatini     | 2:2       | Somalia   | Clasificación Copa Africana 2025         |
| 07-06-2024 | Maputo       | Mozambique   | 2:1       | Somalia   | Clasificación Copa Mundial 2026          |
| 10-06-2024 | Maputo       | Somalia      | 1:3       | Botsuana  | Clasificación Copa Mundial 2026          |
| 21-03-2025 | Abiyán       | Guinea       | 0:0       | Somalia   | Clasificación Copa Mundial 2026          |
| 25-03-2025 | Francistown  | Botsuana     | 2:0       | Somalia   | Clasificación Copa Mundial 2026          |
| 2025       | TBD          | Omán         | -:-       | Somalia   | Clasificación Copa Árabe de la FIFA 2025 |

## Jugadores

### Última convocatoria
| No. | Pos. | Jugador              | Fecha de nacimiento (edad)        | Apa. | Goles | Club                 |
| --- | ---- | -------------------- | --------------------------------- | ---- | ----- | -------------------- |
| 1   | POR  | Mustaf Yusuuf        | 1 de enero de 1997 (28 años)      | 12   | 0     | Oskarshamn           |
| 22  | POR  | Hassan Ibrahim Ali   | 11 de abril de 1996 (29 años)     | 2    | 0     | Dekedaha             |
| 25  | POR  | Abdirahman Jama      | 8 de abril de 2000 (25 años)      | 2    | 0     | Elman                |
|     |      |                      |                                   |      |       |                      |
| 5   | DEF  | Ahmed Said Ahmed     | 7 de abril de 1998 (27 años)      | 8    | 0     | MyPa-47              |
| 4   | DEF  | Mohamud Ali Mohamed  | 7 de agosto de 1994 (30 años)     | 8    | 0     | Southport            |
| 13  | DEF  | Yonis Farah          | 9 de abril de 1999 (26 años)      | 6    | 0     | Eskilstuna City      |
| 3   | DEF  | Abel Gigli           | 16 de agosto de 1990 (34 años)    | 4    | 1     | Fano                 |
| 10  | DEF  | Ahmed Ali            | 23 de octubre de 1990 (34 años)   | 8    | 0     | Halesowen Town       |
| 6   | DEF  | Liban Abdulahi       | 11 de febrero de 1995 (30 años)   | 4    | 0     | Þór Akureyri         |
| 18  | DEF  | Yonis Farah          | 4 de septiembre del 9             | 7    | 0     | Eskilstuna City      |
| 15  | DEF  | Saadiq Elmi          | 11 de noviembre de 2000 (24 años) | 2    | 0     | Grorud               |
| 2   | DEF  | Zayd Farah           | 1 de diciembre de 2000 (24 años)  | 2    | 0     | Perth Glory          |
|     |      |                      |                                   |      |       |                      |
| 8   | MED  | Abdulsamed Abdullahi | 19 de enero de 1997 (28 años)     | 4    | 0     | Ergotelis            |
| 12  | MED  | Mohamed Abukar       | 1 de octubre de 1998 (26 años)    | 3    | 0     | Brightlingsea Regent |
| 14  | MED  | Isse Ismail          | 20 de abril de 1999 (26 años)     | 2    | 0     | Värnamo              |
| 11  | MED  | Mohamed Awad         | 5 de julio de 1994 (30 años)      | 5    | 0     | Auckland City        |
| 21  | MED  | Omar Jama            | 21 de mayo de 1998 (27 años)      | 1    | 0     | Gnistan              |
| 28  | MED  | Sak Hassan           | 21 de marzo de 2001 (24 años)     | 2    | 1     | Sudbury              |
| 26  | MED  | Anis Nuur            | 24 de enero de 1997 (28 años)     | 1    | 0     | Metropolitan Police  |
| 23  | MED  | Abdullahi Telli      | 26 de marzo de 1996 (29 años)     | 1    | 0     | Karaman Beleyespor   |
|     |      |                      |                                   |      |       |                      |
| 20  | DEL  | Mukhtar Suleiman     | 10 de agosto de 1998 (26 años)    | 2    | 0     | Katwijk              |
| 16  | DEL  | Ali Abdulkadir       | 1 de agosto de 1995 (29 años)     | 2    | 0     | Hilltop              |
| 19  | DEL  | Siad Haji            | 1 de diciembre de 1999 (25 años)  | 2    | 0     | San Jose Earthquakes |
| 9   | DEL  | Anwar Shakunda       | 4 de diciembre de 1999 (25 años)  | 5    | 1     | Dekedaha             |
| 7   | DEL  | Hussein Mohamed      | 20 de marzo de 1997 (28 años)     | 5    | 0     | Haka                 |
| 17  | DEL  | Fahad Mohamed        | 2 de julio de 2000 (24 años)      | 1    | 0     | Atlantis             |

## Entrenadores
| Nombre           | Nacionalidad                | Periodo                       | Juegos | Ganados | Empates | Derrotas | Rendimiento % |
| ---------------- | --------------------------- | ----------------------------- | ------ | ------- | ------- | -------- | ------------- |
| Hussein Abdullah | Bandera de Somalia          | May 1999 – Dec 2000           | 8      | 0       | 1       | 7        | 6.3%          |
| Ali Said Gouled  | Bandera de Somalia          | Nov 2001 – Dec 2002           | 7      | 1       | 2       | 4        | 28.6%         |
| Ali Abdi Farah   | Bandera de Somalia          | Oct 2003 – Dec 2005           | 9      | 1       | 0       | 8        | 11.1%         |
| Daniel Muwathe   | Bandera de Kenia            | Oct 2006 – Dec 2006           | 6      | 0       | 0       | 6        | 0%            |
| Hussein Abdullah | Bandera de Somalia          | Oct 2007 – Dec 2007           | 4      | 0       | 0       | 4        | 0%            |
| Ali Abdi Farah   | Bandera de Somalia          | Nov 2008 – Dec 2009           | 8      | 2       | 0       | 6        | 25%           |
| Mohamed Farayare | Bandera de Somalia          | Jan 2010 – Mar 2010           | 2      | 1       | 0       | 1        | 50%           |
| Yusuf Adan Omar  | Bandera de Catar            | Oct 2010 – Dec 2010           | 3      | 0       | 0       | 3        | 0%            |
| Alfred Imonje    | Bandera de Kenia            | Oct 2011 – Dec 2011           | 5      | 0       | 1       | 4        | 10%           |
| Sam Ssimbwa      | Bandera de Uganda           | Dec 2011 -Oct 2013            | 6      | 0       | 0       | 6        | 0%            |
| Callum Cawkwell  | Bandera de Inglaterra       | Nov 2013 -Mar 2014            | 3      | 0       | 0       | 3        | 0%            |
| Sam Ssimbwa      | Bandera de Uganda           | Mar 2014 -Sept 2015           | 2      | 0       | 0       | 2        | 0%            |
| Charles Mbabazi  | Bandera de Uganda           | Sept 2015                     | 0      | 0       | 0       | 0        | 0%            |
| Haruna Mawa      | Bandera de Uganda           | Nov 2016 -Mar 2019            | 2      | 0       | 0       | 2        | 0%            |
| Bashiru Hayford  | Bandera de Ghana            | Mar 2019-Feb de 2020          | 2      | 0       | 0       | 2        | 0%            |
| Said Abdi Haibeh | Bandera de Somalia          | Feb de 2020-May de 2021       | 4      | 1       | 2       | 1        | 25%           |
| Abdellatif Salef | Bandera de Marruecos        | May de 2021-Jun de 2021       | 0      | 0       | 0       | 0        | 0%            |
| Salad Farah      | Bandera de Somalia          | Junio de 2021-febrero de 2022 | 2      | 0       | 0       | 2        | 0%            |
| Pieter de Jongh  | Bandera de los Países Bajos | Febrero de 2022-mayo de 2022  | 2      | 0       | 0       | 2        | 0%            |
| Rachid Lousteque | Bandera de Marruecos        | Julio de 2022-                | 0      | 0       | 0       | 0        | 0%            |